# Бондарчук, Василий Васильевич
Васи́лий Васи́льевич Бондарчу́к (укр. Василь Васильович Бондарчук; род. 12 января 1965, Коростень, Житомирская область) — советский и украинский футболист, игравший на позициях нападающего и полузащитника.

## Биография
Родился в Коростене, Житомирской области. Ещё в школьном возрасте попал в Киевское спортивное училище, по окончании которого некоторое время выступал за дубль киевского СКА под руководством Владимира Мунтяна. Затем вернулся в родной регион, где в 1982 году стал игроком любительского «Бумажника» из Малина, который тренировал Александр Ищенко.
Первым профессиональным клубом в карьере стал житомирский «Спартак». Первоначально, тренер Валерий Стародубов выпускал Бондарчука по квоте на молодых футболистов, однако вскоре он стал одним из основных игроков. Зимой 1984 года, на турнире среди «спартаковских» команд Бондарчук выиграл приз лучшего игрока, после чего получил от Константина Бескова предложение перейти в московский «Спартак». Тем не менее в составе московской команды ни одной игры так и не провёл, отыграв 19 матчей и забив 4 гола за дублирующий состав. В 1985 году был призван в армию, во время службы выступал за львовский «СКА Карпаты». В итоге задержался во Львове на 5 лет, а в 1990 году продолжил выступать за армейскую команду, после её переезда в Дрогобыч. В 1991 году стал игроком черновицкой «Буковины», однако почти сразу был арендован днепропетровским «Днепром». В составе «Днепра» провёл всего 2 игры (и ещё 2 игры за дубль) и доигрывал сезон уже в Черновцах.
Первый чемпионат независимой Украины провёл во львовских «Карпатах», однако по окончании сезона, который длился всего полгода, вернулся в «Буковину». В 1994 году черновицкий клуб вылетел из высшей лиги и Бондарчук покинул команду. Тогда же получил предложение от Ищенко перейти в кировоградскую «Звезду», однако, по настоянию жены, переехал во Львов. Выступал за клубы низших лиг: жидачовский «Авангард» и чортковский «Кристалл», а затем по приглашению Мирона Маркевича вернулся в «Карпаты». Проведя во львовской команде меньше года, не отыгрывая основных ролей, после ухода Маркевича покинул «Карпаты». Осенью 1995 года снова получил предложение стать игроком «Звезды», и на это раз принял его. Тем не менее, в команде, которую всё ещё возглавлял Ищенко, также надолго не задержался.
В 1996 году, после ухода из «Звезды», стал игроком «Подолья», выступавшего в первой лиге. В составе клуба из Хмельницкого в первом же сезоне вылетел во вторую лигу, однако уже в следующем «Подолье» стало победителем своей группы, а Бондарчук — лучшим бомбардиром команды. Тем не менее, в последовавшем сезоне первой лиги провёл всего 1 матч. В 1999 году отыграл 3 игры за дрогобычскую «Галичину», после чего завершил выступления на профессиональном уровне.

## Достижения
- Бронзовый призёр первой лиги СССР: 1985
- Победитель второй лиги Украины: 1997/98 (группа «А»)